# Kirchenkreise der Evangelischen Kirche Berlin-Brandenburg-schlesische Oberlausitz
Die Evangelische Kirche Berlin-Brandenburg-schlesische Oberlausitz (EKBO) ist, wie schon ihre Vorgängerkirchen, in Kirchenkreise unterteilt. Laut der Grundordnung der EKBO ist jeder Kirchenkreis eine „Gemeinschaft der zu ihm gehörenden Kirchengemeinden, kirchlichen Werke und Einrichtungen“ und „nimmt den Auftrag der Kirche, das Evangelium auszurichten, in seinem Bereich wahr“ (Grundordnung Artikel 39).
Ebenso wie die Kirchengemeinden, die die unterste Ebene der Kirche bilden, und die Landeskirche selbst sind die Kirchenkreise Körperschaften des öffentlichen Rechts. Jeder Kirchenkreis (bis auf den Reformierten Kirchenkreis) ist einem der drei Sprengel der Landeskirche zugeordnet, die jedoch als rein geistliche Aufsichtsbezirke keinen Körperschaftsstatus haben.
Zum Jahresende 2021 gab es 25 Kirchenkreise mit insgesamt 862.581 Mitgliedern.

## Geschichte
Im Zuge der Fürstenreformation des 16. Jahrhunderts setzten die Landesfürsten für bestimmte geographische Bezirke Pfarrer ein, die eine geistliche Aufsicht über die ihnen zugeordneten Pfarrer und Gemeinden wahrzunehmen hatten. In den Territorien, die heute zur EKBO gehören, wurden die Bezirke meist als Inspektion oder Ephorie bezeichnet. Ihr Zuschnitt änderte sich über die Jahrhunderte immer wieder, meist durch Teilung oder Neugründung aufgrund des Bevölkerungswachstums. In der Kurmark (einschließlich Berlin) und der Neumark bestanden 1801 zusammen 70 lutherische und sechs reformierte Inspektionen.
Im Zuge der Neuordnung der preußischen Provinzen nach dem Wiener Kongress wurden 1817/18 die Inspektionen bzw. Ephorien zu Superintendenturen (auch Diözesen genannt) umgebildet. In den Ostprovinzen waren weiterhin die lutherischen und reformierten Superintendenturen zumeist getrennt. Zunächst waren sie in der Evangelischen Landeskirche in Preußen reine Organe des obrigkeitlichen Kirchenregiments; erst durch die Rheinisch-Westfälische Kirchenordnung von 1835 für die beiden Westprovinzen und die Kirchen-Gemeinde- und Synodal-Ordnung von 1873 für die sechs östlichen Provinzen veränderten sie ihren Charakter und wurden – gemäß den Prinzipien der presbyterial-synodalen Ordnung und nach dem Vorbild der in den Westprovinzen schon lange bestehenden Classes – auch zu Elementen der Selbstorganisation der Gemeinden. Nachdem das landesherrliche Kirchenregiment 1918 weggefallen war, setzte dieses Verständnis der Kirchenkreise sich in der Grundordnung der Evangelischen Kirche der altpreußischen Union von 1922 durch. Erst seit dieser Zeit kam die Bezeichnung Kirchenkreis in Gebrauch, die im 20. Jahrhundert die alten Bezeichnungen verdrängte.
In der Kirchenprovinz Schlesien bestanden 1929 53 Kirchenkreise. Als sie nach dem Zweiten Weltkrieg durch die Oder-Neiße-Linie geteilt wurde, bildeten die fünf westlich der Lausitzer Neiße gelegenen Kirchenkreise die Evangelische Kirche von Schlesien (ab 1968 Evangelische Kirche des Görlitzer Kirchengebietes, ab 1992 Evangelische Kirche der schlesischen Oberlausitz). Bis zur Vereinigung mit der berlin-brandenburgischen Kirche wurde ihre Zahl auf vier reduziert. Die Kirchenkreise Görlitz, Hoyerswerda, Niesky und Weißwasser wurden 2004 in die neue Landeskirche überführt.
Auch in Brandenburg wurde die Zahl der Kirchenkreise im 20. Jahrhundert reduziert. Hatten in der Kirchenprovinz Mark Brandenburg 1929 noch 85 Kirchenkreise bestanden, so waren es in der Evangelischen Kirche in Berlin-Brandenburg 1994 59. Vor allem 1998/99 wurden dann etliche Kirchenkreise aufgelöst oder zusammengelegt, so dass sich ihre Zahl allein in diesen zwei Jahren um fast 20 verringerte. 2004 wurden die verbliebenen 36 Kirchenkreise in die neue Landeskirche überführt.

## Rechtliche Grundlagen
Die rechtlichen Grundlagen für die Kirchenkreise sind in der Grundordnung der Evangelischen Kirche Berlin-Brandenburg-schlesische Oberlausitz festgehalten. Insbesondere Teil 3 der Grundordnung enthält die Bestimmungen über die Kirchenkreise in fünf Abschnitten zu ihrem Auftrag und ihrer Gestalt, zu den leitenden Organen, zu den Mitarbeiterinnen und Mitarbeitern und zu ihrer Kooperation, vor allem in Kirchenkreisverbänden und gemeinsam unterhaltenen Kirchlichen Verwaltungsämtern. In der Finanzordnung (Teil 5 der Grundordnung) ist in Artikel 101 geregelt, dass Einnahmen aus dem Vermögen eines Kirchenkreises für einen zusätzlichen Finanzausgleich zwischen Kirchenkreisen in Anspruch genommen werden können.
Oberstes Leitungsgremium in den Kirchenkreisen ist die Kreissynode, die mindestens einmal im Jahr tagt und aus gewählten Vertretern der Gemeinden sowie berufenen Mitgliedern besteht. Zwischen ihren Tagungen wird die Leitungsaufgabe von einem Kreiskirchenrat wahrgenommen, der im Regelfall monatlich tagt. Der von der Synode gewählte Superintendent nimmt die geistliche Aufsicht wahr, leitet die Sitzungen des Kreiskirchenrats und vertritt den Kirchenkreis in der Öffentlichkeit. Die Verwaltung wird, teils für mehrere Kirchenkreise gemeinsam, von Kirchlichen Verwaltungsämtern ausgeübt.

## Liste der bestehenden Kirchenkreise
| Nr.   | Kirchenkreis                                 | Sprengel | Sitz                | URL | Anz. Gemeinden | Anz. Mitglieder |
| ----- | -------------------------------------------- | -------- | ------------------- | --- | -------------- | --------------- |
| 2.1   | Berlin Nord-Ost                              | Berlin   | Berlin-Weißensee    | 0   | 42 (000)       | 72.300          |
| 2.2   | Berlin Süd-Ost                               | Berlin   | Berlin-Lichtenberg  | 0   | 24 (000)       | 66.370          |
| 2.3   | Berlin Stadtmitte                            | Berlin   | Berlin-Mitte        | 0   | 27 (000)       | 90.000          |
| 2.4   | Charlottenburg-Wilmersdorf                   | Berlin   | Berlin-Wilmersdorf  | 0   | 18 (000)       | 60.000          |
| 2.5   | Neukölln                                     | Berlin   | Berlin-Neukölln     | 0   |                |                 |
| 2.6   | Reinickendorf                                | Berlin   | Berlin-Wittenau     | 0   | 16 (000)       | 56.000          |
| 2.7   | Spandau                                      | Berlin   | Berlin-Spandau      | 0   | 17 (000)       | 55.000          |
| 2.8   | Steglitz                                     | Berlin   | Berlin-Lichterfelde | 0   | 14 (000)       | 53.000          |
| 2.9   | Teltow-Zehlendorf                            | Berlin   | Berlin-Zehlendorf   | 0   | 20 (000)       | 48.000          |
| 02.10 | Tempelhof-Schöneberg                         | Berlin   | Berlin-Tempelhof    |     | 15 (000)       | 70.000          |
| 3.1   | Barnim                                       | Potsdam  | Eberswalde          |     |                | 17.000          |
| 3.2   | Falkensee                                    | Potsdam  | Falkensee           |     |                | 15.268 (2015)   |
| 3.3   | Mittelmark-Brandenburg                       | Potsdam  | Kloster Lehnin      |     |                |                 |
| 3.4   | Nauen-Rathenow                               | Potsdam  | Nauen               |     | 51 (000)       | 13.500 (2019)   |
| 3.5   | Oberes Havelland                             | Potsdam  | Gransee             |     | 74 (000)       | 20.000          |
| 3.6   | Potsdam                                      | Potsdam  | Potsdam             |     |                | 23.000          |
| 3.7   | Prignitz                                     | Potsdam  | Perleberg           |     |                |                 |
| 3.8   | Uckermark                                    | Potsdam  | Prenzlau            |     |                | 10.893 (2021)   |
| 3.9   | Wittstock-Ruppin                             | Potsdam  | Wittstock/Dosse     |     |                |                 |
| 4.1   | Cottbus/Chóśebuz                             | Görlitz  | Cottbus             |     | 41 (000)       | 29.666 (2020)   |
| 4.2   | Niederlausitz                                | Görlitz  | Lübben              |     | 103 (2022)     | 30.000 (2021)   |
| 4.3   | Oderland-Spree                               | Görlitz  | Frankfurt (Oder)    |     | 80 (ca.).      | 40.000 (2019)   |
| 4.4   | Schlesische Oberlausitz                      | Görlitz  | Niesky              |     | 064 (2020)     | 42.758 (2020)   |
| 4.5   | Zossen-Fläming                               | Görlitz  | Zossen              |     | 60 (ca.).      | 28.000 (ca.)    |
| 5.1   | Reformierter Kirchenkreis Berlin-Brandenburg | –        | Berlin              |     |                |                 |

Die Nummern in der ersten Spalte sind aus dem kirchlichen Adresswerk übernommen.

## Veränderungen von Kirchenkreisen
Veränderungen von Kirchenkreisen sind in der Grundordnung in Artikel 40 geregelt, Nr. 1 Satz 1 nennt vier Formen: Neubildung, Veränderung, Vereinigung, Aufhebung.
Zum Zeitpunkt der Gründung im Jahr 2004 gab es auf dem Gebiet der EKBO 40 Kirchenkreise, vier aus der Evangelischen Kirche der schlesischen Oberlausitz und 36 aus der Evangelischen Kirche in Berlin-Brandenburg.
Im Havelland wird über eine Neugliederung der Kirchenkreise Nauen-Rathenow, Falkensee und Potsdam nachgedacht, die Kirchenleitung erwartet bis Frühjahr 2023 einen einvernehmlichen Vorschlag von der Basis, dieser könnte einen oder zwei neue Kirchenkreise anstelle der derzeitigen drei enthalten.

### Ehemalige Kirchenkreise
| Name                          | Sprengel  | Von        | Bis        |
| ----------------------------- | --------- | ---------- | ---------- |
| Berlin-Charlottenburg         | Berlin    | 00.00.1945 | 31.12.2013 |
| Berlin-Schöneberg             | Berlin    |            | 31.12.2015 |
| Pankow                        | Berlin    | 00.00.1949 | 30.04.2008 |
| Tempelhof                     | Berlin    | 00.00.1957 | 31.12.2015 |
| Wedding                       | Berlin    | 00.00.1975 | 30.04.2008 |
| Weißensee                     | Berlin    | 00.00.1959 | 30.04.2008 |
| Wilmersdorf                   | Berlin    | 00.00.1948 | 31.12.2013 |
| Angermünde                    | Potsdam   |            | 31.12.2013 |
| Beelitz-Treuenbrietzen        | Potsdam   | 00.00.1998 | 31.12.2011 |
| Brandenburg                   | Potsdam   | 00.00.1949 | 31.12.2011 |
| Havelberg-Pritzwalk           | Potsdam   | 01.03.1998 | 30.06.2013 |
| Kyritz-Wusterhausen           | Potsdam   |            | 30.06.2016 |
| Lehnin-Belzig                 | Potsdam   | 00.00.1998 | 31.12.2011 |
| Oranienburg                   | Potsdam   |            | 31.12.2010 |
| Perleberg-Wittenberge         | Potsdam   | 00.00.1967 | 30.06.2013 |
| Prenzlau                      | Potsdam   | 00.00.1973 | 31.12.2013 |
| Templin-Gransee               | Potsdam   | 01.01.2000 | 31.12.2010 |
| An Oder und Spree             | Görlitz * | 00.00.1998 | 31.12.2013 |
| Finsterwalde                  | Görlitz * | 00.00.1967 | 31.12.2009 |
| Fürstenwalde-Strausberg       | Görlitz * | 00.00.1998 | 31.12.2013 |
| Görlitz                       | Görlitz   | 00.00.1818 | 31.12.2006 |
| Hoyerswerda                   | Görlitz   |            | 31.12.2013 |
| Lübben                        | Görlitz * | 00.00.1998 | 31.12.2009 |
| Niederer Fläming              | Görlitz * | 00.00.1998 | 31.05.2008 |
| Niederschlesische Oberlausitz | Görlitz   |            | 31.12.2013 |
| Niesky                        | Görlitz   | 00.00.1818 | 31.12.2006 |
| Oderbruch                     | Görlitz * | 01.07.1998 | 31.12.2013 |
| Senftenberg-Spremberg         | Görlitz * | 01.07.1998 | 31.12.2019 |
| Weißwasser                    | Görlitz   | 00.00.1818 | 31.12.2006 |
| Zossen                        | Görlitz * |            | 31.05.2008 |

#### In der EKiBB (Auswahl)
| Datum      | Beschreibung |
| ---------- | --- |
| 00.00.1997 | Kirchkreise Bernau und Eberswalde bilden den Kirchenkreis Barnim |
| 00.00.1998 | Kirchenkreise Ruppin und Wittstock bilden den Kirchenkreis Wittstock-Ruppin                                                                                              |
| 00.00.1998 | Kirchenkreis Belzig-Niemegk aufgelöst; der größte Teil bildet mit dem Kirchenkreis Lehnin den neuen Kirchenkreis Lehnin-Belzig                                           |
| 00.00.1998 | Kirchenkreise Beelitz und Treuenbrietzen sowie ein Teil des Kirchenkreises Belzig-Niemegk bilden den Kirchenkreis Beelitz-Treuenbrietzen                                 |
| 00.00.1998 | Kirchenkreise Jüterbog und Luckenwalde sowie Teile des Kirchenkreises Luckau bilden den Kirchenkreis Niederer Fläming                                                    |
| 00.00.1998 | Kirchenkreise Friedrichshain, Kreuzberg, Stadt I, Stadt III und Tiergarten-Friedrichswerder fusionieren zum Kirchenkreis Berlin Stadtmitte                               |
| 00.00.1998 | Kirchenkreis Teltow; der größte Teil bildet mit dem Kirchenkreis Zehlendorf den Kirchenkreis Teltow-Zehlendorf, vier Gemeinden schließen sich dem Kirchenkreis Zossen an |
| 00.00.1998 | Kirchenkreis Guben aufgelöst und auf die Kirchenkreise Frankfurt/Oder und Kirchenkreis Cottbus verteilt.                                                                 |
| 01.06.1998 | Kirchenkreise Beeskow und Frankfurt/Oder sowie Teile des Kirchenkreises Guben fusionieren zum Kirchenkreis An Oder und Spree                                             |
| 00.00.1998 | Kirchenkreise Fürstenwalde und Strausberg fusionieren zum Kirchenkreis Fürstenwalde-Strausberg                                                                           |
| 00.00.1998 | Kirchenkreise Seelow und Bad Freienwalde fusionieren zum Kirchenkreis Oderbruch                                                                                          |
| 00.00.1999 | Kirchenkreise Lichtenberg und Oberspree fusionieren zum Kirchenkreis Lichtenberg-Oberspree (seit 2022 Kirchenkreis Berlin Süd-Ost)                                       |
| 00.00.2000 | Kirchenkreise Gransee und Templin fusionieren zum Kirchenkreis Templin-Gransee                                                                                           |

### Liste von Gebietsänderungen
| Datum      | Änderungstyp | Beschreibung |
| ---------- | ------------ | --- |
| 00.00.2004 | Fusion       | Die Kirchenkreise Angermünde und Prenzlau fusionieren zum Kirchenkreis Uckermark. |
| 01.05.2008 | Fusion       | Die Kirchenkreise Pankow, Wedding und Weißensee fusionieren zum Kirchenkreis Berlin Nord-Ost. |
| 01.06.2008 | Fusion       | Die Kirchenkreise Zossen und Niederer Fläming fusionieren zum Kirchenkreis Zossen-Fläming. |
| 01.01.2010 | Fusion       | Die Kirchenkreise Finsterwalde und Lübben fusionieren zum Kirchenkreis Niederlausitz. |
| 01.01.2011 | Fusion       | Die Kirchenkreise Oranienburg und Templin-Gransee fusionieren zum Kirchenkreis Oberes Havelland. |
| 01.01.2012 | Fusion       | Die Kirchenkreise Beelitz-Treuenbrietzen, Brandenburg und Lehnin-Belzig fusionieren zum Kirchenkreis Mittelmark-Brandenburg. |
| 01.07.2013 | Fusion       | Die Kirchenkreise Perleberg-Wittenberge und Havelberg-Pritzwalk fusionieren zum Kirchenkreis Prignitz. |
| 01.01.2014 | Fusion       | Die Kirchenkreise Hoyerswerda und Niederschlesische Oberlausitz fusionieren zum Kirchenkreis Schlesische Oberlausitz. Das Gebiet ist identisch mit dem Gebiet der ehemaligen Evangelischen Kirche der schlesischen Oberlausitz (EKsOL). |
| 01.01.2014 | Fusion       | Die Kirchenkreise Berlin-Charlottenburg und Berlin-Wilmersdorf fusionieren zum Kirchenkreis Charlottenburg-Wilmersdorf. |
| 01.01.2014 | Fusion       | Die Kirchenkreise An Oder und Spree, Fürstenwalde-Strausberg und Oderbruch fusionieren zum Kirchenkreis Oderland-Spree. |
| 01.01.2016 | Fusion       | Die Kirchenkreise Berlin-Schöneberg und Tempelhof fusionieren zum Kirchenkreis Tempelhof-Schöneberg. |
| 01.07.2016 | Fusion       | Die Kirchenkreise Kyritz-Wusterhausen und Prignitz bilden den neuen Kirchenkreis Prignitz. |
| 01.01.2020 | Aufteilung   | Der Kirchenkreis Senftenberg-Spremberg wird aufgelöst und sein Gebiet auf die Kirchenkreise Cottbus, Niederlausitz und Schlesische Oberlausitz aufgeteilt.                                                                              |

## Zusammenarbeit von Kirchenkreisen

### Kitaverbände
- Berlin Mitte-Nord: Berlin Nord-Ost, Berlin Stadtmitte
- Berlin Mitte-West: Charlottenburg-Wilmersdorf, Tempelhof-Schöneberg
- Verband Evangelischer Kindertageseinrichtungen Süd (VEKS): Neukölln, Fläming-Zossen

### Kirchenkreisverbände
| Seit         | Name                                | Details | URL |
| ------------ | ----------------------------------- | --- | --- |
| 1997         | Kirchenkreisverband Süd             | |     |
| Februar 1998 | Kirchenkreisverband Berlin Süd-West | Durch die Kirchenkreise Steglitz und Teltow-Zehlendorf errichtet, Rechtsträger des Kirchlichen Verwaltungsamtes Berlin Süd-West. |     |